# Turmschanze

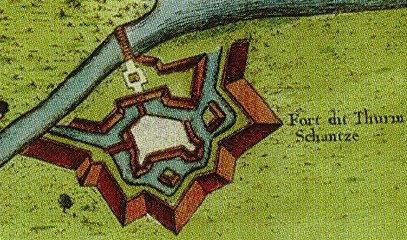
Turmschanze 1757

Die Turmschanze war eine militärische Anlage der Festung Magdeburg.

## Lage
Die als Turmschanze bezeichnete Befestigung befand sich an der Elbbrücke am östlichen Elbufer im heutigen Magdeburger Stadtteil Brückfeld.

## Bedeutung
Die Schanze diente zur Sicherung des Elbübergangs als östlicher Brückenkopf. Im Falle der Einnahme der westlich zur Stadt hin gelegenen Zitadelle Magdeburg, hatte sie jedoch auch die Funktion des letzten Schutzes vor von Westen über die Elbe nach Preußen eindringenden feindlichen Truppen. Vom Torturm aus war eine Einsicht in die an der Ostseite niedrigeren Zitadelle möglich.

## Geschichte
Bereits im Mittelalter befand sich an dieser Stelle eine Schanze der mittelalterlichen Stadtbefestigung Magdeburgs, die als Zollschanze bezeichnet wurde. Bei der Belagerung der Stadt im Schmalkaldischen Krieg 1550/1551 erlangte sie eine größere Bedeutung. Während Magdeburg diese Belagerung abwehren konnte, wurde die Stadt und auch die Zollschanze bei der Belagerung im Dreißigjährigen Krieg durch kaiserliche Truppen weitgehend zerstört.

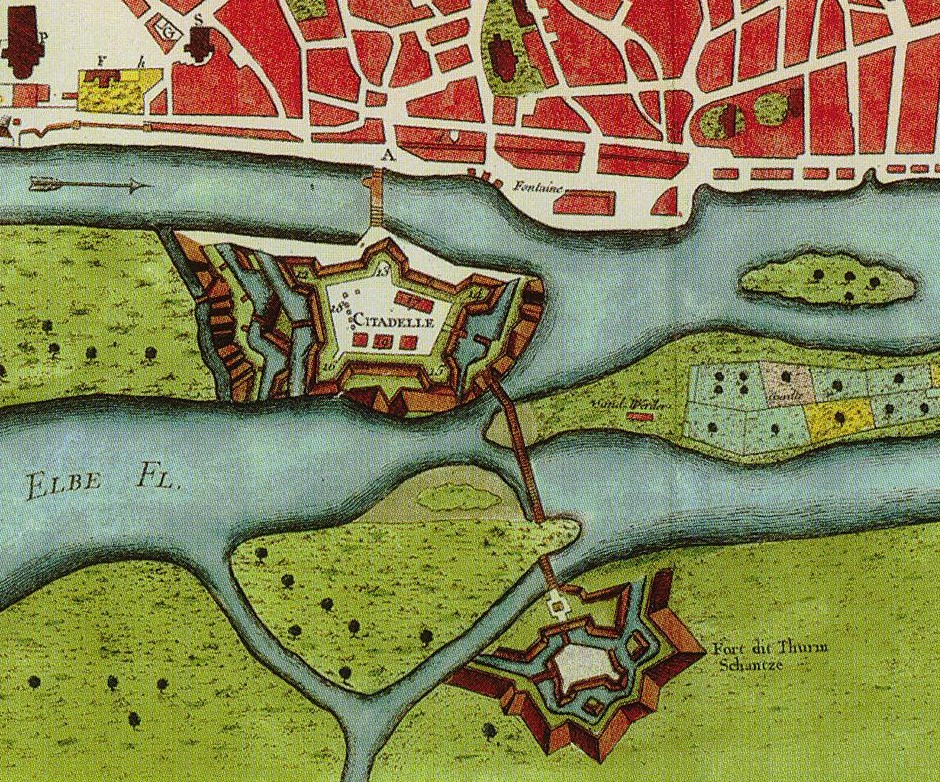
Befestigung des Elbübergangs Magdeburg, 1757; unten (Osten) die Turmschanze, in der Mitte die Zitadelle, oben (Westen) die Stadt

Nachdem sich in Magdeburg ab 1666 eine brandenburgische Garnison befand, begannen Instandsetzungsarbeiten. Ein erster größerer Ausbau fand in den Jahren 1709 bis 1714 statt. Eine umfangreiche Erweiterung fand dann in den Jahren 1718 bis 1731 unter dem Festungsbaumeister Walrave statt. Die Schanze erhielt auch für die nach Westen über die Elbe führende Brücke einen massiven Torturm. Dies führte zur Benennung als Turmschanze.
Bis zum Jahr 1731 wurde dann auch die Umwallung fertiggestellt. Der Zugang zur Schanze erfolgte über zwei Zugbrücken. Eine befand sich im Osten zum Umland hin und führte durch das Cracauer Tor, eine weitere führte über die Elbe in Richtung Zitadelle. Im Inneren der Schanze befand sich freies Bauland, welches ab 1731 zur Besiedelung freigegeben wurde. Es entstand hier die Friedrichstadt, der heutige Stadtteil Brückfeld.
Im Jahr 1815 erfolgte eine Bepflanzung des die Schanze umgebenden Glacis. 1818 erhielt die Turmschanze ein zweites landseitiges Tor, das Charlottentor.
Von 1825 bis 1839 fand ein weiterer Umbau statt. In den Jahren 1831 und 1832 befand sich in der Anlage während einer Cholera-Epidemie ein von Eduard Dohlhoff geleitetes Cholera-Lazarett.
Ein letzter Umbau erfolgte ab 1870. Die Turmschanze wurde zu einem tenaillierten Wall ausgebaut.
Mit der neuen Waffentechnik verlor jedoch die Festung Magdeburg und auch die Turmschanze an Bedeutung. Die Schanze wurde aufgegeben und abgerissen. Heute erinnert noch die Bezeichnung der im Gebiet gelegenen Turmschanzenstraße an die ehemalige Befestigungsanlage.